# Saison 2016-2017 du MC Oran
Dernière mise à jour : 16 juin 2017.
Chronologie
Saison précédente Saison suivante
La saison 2016-2017 du MC Oran est la 52e saison du club en première division algérienne. L'équipe est engagée en Ligue 1 et en Coupe d'Algérie.

## Transferts
Le MC Oran a effectué beaucoup de transferts pour la saison 2016-2017. Parmi ces transferts il y avait notamment des départs, parmi eux, le départ le plus controversé qui est celui de l'international libyen Mohamed Zubya, meilleur buteur du championnat avec 13 buts. En fin de contrat et qui était contraint de quitter le club ainsi que tous le championnat national à la suite de la nouvelle réglementation interdisant aux joueurs étrangers d'évoluer en Algérie.

### Période Estivale
| Nom                    | Nationalité | Transfert             | Provenance/Destination | Division        | Mercato         |
| Arrivées               |             |                       |                        |                 |                 |
| Amir Aguid             | Algérie     | Transfert (Défenseur) | MO Béjaïa              | Ligue 1         | Mercato estival |
| Salim Benali           | Algérie     | Transfert (Défenseur) | MO Béjaïa              | Ligue 1         | Mercato estival |
| Adel Gafaiti           | Algérie     | Transfert (Défenseur) | Norwich City FC        | Premier League  | Mercato estival |
| Zine El Abidine Sebbah | Algérie     | Transfert (Défenseur) | ASM Oran               | Ligue 1         | Mercato estival |
| Mohamed Aouad          | Algérie     | Transfert (Milieu)    | ASM Oran               | Ligue 1         | Mercato estival |
| Mohamed Bentiba        | Algérie     | Transfert (Milieu)    | ASM Oran               | Ligue 1         | Mercato estival |
| Omar Boudoumi          | Algérie     | Transfert (Milieu)    | ASM Oran               | Ligue 1         | Mercato estival |
| Mourad Delhoum         | Algérie     | Transfert (Milieu)    | ES Sétif               | Ligue 1         | Mercato estival |
| Rachid Ferrahi         | Algérie     | Transfert (Milieu)    | JS Kabylie             | Ligue 1         | Mercato estival |
| Hamza Heriat           | Algérie     | Transfert (Milieu)    | USM Blida              | Ligue 1         | Mercato estival |
| Hichem Cherif          | Algérie     | Transfert (Attaquant) | USM Blida              | Ligue 1         | Mercato estival |
| Mohamed Souibaâh       | Algérie     | Transfert (Attaquant) | Paradou AC             | Ligue 2         | Mercato estival |
| Départs                |             |                       |                        |                 |                 |
| Rabah Aïch             | Algérie     | Transfert (Défenseur) | CR Belouizdad          | Ligue 1         | Mercato estival |
| Hassouna Benchaïb      | Algérie     | Transfert (Défenseur) | US Biskra              | Ligue 2         | Mercato estival |
| Mohamed Benyahia       | Algérie     | Transfert (Défenseur) | USM Alger              | Ligue 1         | Mercato estival |
| Nabil Yalaoui          | Algérie     | Transfert (Défenseur) | CA Bordj Bou Arreridj  | Ligue 2         | Mercato estival |
| Sofiane Chlaoua        | Algérie     | Transfert (Milieu)    | ASM Oran               | Ligue 2         | Mercato estival |
| Hassen Ogbi            | Algérie     | Transfert (Milieu)    | MC Oujda               | Botola 2        | Mercato estival |
| Walid Hellal           | Algérie     | Transfert (Milieu)    | RC Relizane            | Ligue 2         | Mercato estival |
| Khaled Lemmouchia      | Algérie     | Transfert (Milieu)    | -                      | -               | Mercato estival |
| Merouane Dahar         | Algérie     | Transfert (Attaquant) | USM El Harrach         | Ligue 1         | Mercato estival |
| Fin de Contrat         |             |                       |                        |                 |                 |
| Chaffik Bourzama       | Algérie     | Transfert (Défenseur) | -                      | -               | Mercato estival |
| Hamza Hamdadou         | Algérie     | Transfert (Défenseur) | MC El Eulma            | Ligue 2         | Mercato estival |
| Abdelmalek Merbah      | Algérie     | Transfert (Défenseur) | JSM Béjaïa             | Ligue 2         | Mercato estival |
| Seddik Berradja        | Algérie     | Transfert (Milieu)    | ASM Oran               | Ligue 2         | Mercato estival |
| Kamel Larbi            | Algérie     | Transfert (Milieu)    | AS Cagnes-Le Cros      | DH Méditerranée | Mercato estival |
| Walid Athmani          | Algérie     | Transfert (Attaquant) | USM El Harrach         | Ligue 1         | Mercato estival |
| Mohamed Zubya          | Libye       | Transfert (Attaquant) | ES Tunis               | Ligue 1         | Mercato estival |

### Période Hivernale
| Nom                | Nationalité | Transfert             | Provenance/Destination | Division           | Mercato          |
| Arrivées           |             |                       |                        |                    |                  |
| Kamel Zeghli       | Algérie     | Transfert (Défenseur) | CR Belouizdad          | Ligue 1            | Mercato hivernal |
| Mohamed Bennaï     | Algérie     | Transfert (Attaquant) | NA Hussein Dey         | Ligue 1            | Mercato hivernal |
| Début de contrat   |             |                       |                        |                    |                  |
| Abderrahmane Blaha | Algérie     | Transfert (Défenseur) | MC Oran Espoir         | Championnat Espoir | Mercato hivernal |
| Farouk Kouache     | Algérie     | Transfert (Défenseur) | Red Star FC Espoir     | Ligue Espoir       | Mercato hivernal |
| Départs            |             |                       |                        |                    |                  |
| Salim Benali       | Algérie     | Transfert (Défenseur) | MO Béjaïa              | Ligue 1            | Mercato hivernal |
| Adel Gafaiti       | Algérie     | Transfert (Défenseur) | Noisy-le-Sec           | CFA                | Mercato hivernal |
| Tayeb Berramla     | Algérie     | Transfert (Milieu)    | JSM Skikda             | Ligue 2            | Mercato hivernal |
| Zakaria Benchaâ    | Algérie     | Transfert (Attaquant) | Nîmes Olympique        | Ligue 2            | Mercato hivernal |

### Période Post Hivernale
| Nom                | Nationalité | Transfert             | Provenance/Destination | Division           | Mercato |
| Début de contrat   |             |                       |                        |                    |         |
| Boumediene Freifer | Algérie     | Transfert (Attaquant) | MC Oran Espoir         | Championnat Espoir | Avril   |
| Walid Hamidi       | Algérie     | Transfert (Attaquant) | MC Oran Espoir         | Championnat Espoir | Avril   |
| Fins de Contrat    |             |                       |                        |                    |         |
| Amir Aguid         | Algérie     | Transfert (Défenseur) | -                      | -                  | Avril   |
| Abdeslam Moussi    | Algérie     | Transfert (Attaquant) | -                      | -                  | Avril   |

## Matchs amicaux
| Amical                         | MC Oran                          | 2–1   | GC Mascara | Stade Ahmed Zabana, Oran |                     |
| Vendredi 22 juillet 2016 16h30 | Bencherif 5e (csc) · Haddadi 71e | (1–0) | 61e Hachem | Spectateurs : 5 000      | Spectateurs : 5 000 |
| Vendredi 22 juillet 2016 16h30 | Rapport                          |       |            | Spectateurs : 5 000      | Spectateurs : 5 000 |

| Amical                      | CA Batna   | 1–1   | MC Oran    | Complexe omnisports d'El-Bez, Sétif |  |
| Jeudi 28 juillet 2016 17h30 | Laribi 44e | (1–1) | 23e Moussi |                                     |  |
| Jeudi 28 juillet 2016 17h30 | Rapport    |       |            |                                     |  |

| Amical                         | MC Oran                   | 2–0   | JSM Béjaïa | Complexe omnisports d'El-Bez, Sétif |  |
| Dimanche 31 juillet 2016 17h30 | Cherif 30e · Souibaâh 85e | (1–0) |            |                                     |  |
| Dimanche 31 juillet 2016 17h30 | Rapport                   |       |            |                                     |  |

| Amical                  | MC El Eulma | 1–1   | MC Oran      | Stade Messaoud Zougar, El Eulma |  |
| Jeudi 4 août 2016 17h30 | 41e         | (1–1) | 45e Boudoumi |                                 |  |
| Jeudi 4 août 2016 17h30 | Rapport     |       |              |                                 |  |

| Amical               | NC Magra | 0–2   | MC Oran                  | Complexe omnisports d'El-Bez, Sétif |  |
| Dimanche 7 août 2016 |          | (0–0) | 69e Bentiba · 85e Cherif |                                     |  |
| Dimanche 7 août 2016 | Rapport  |       |                          |                                     |  |

| Amical            | MC El Eulma              | 2–1   | MC Oran    | Complexe omnisports d'El-Bez, Sétif |  |
| Mardi 9 août 2016 | 1re · Bellabès 83e (csc) | (1–1) | 43e Moussi |                                     |  |
| Mardi 9 août 2016 | Rapport                  |       |            |                                     |  |

| Amical                    | GC Mascara | 1–2   | MC Oran                  | Stade de l'Unité Africaine, Mascara |  |
| Vendredi 2 septembre 2016 | Hachem 8e  | (1–0) | 47e Souibaâh · 74e Aouad |                                     |  |
| Vendredi 2 septembre 2016 | Rapport    |       |                          |                                     |  |

| Amical                      | MC Oran | 1–1   | Algérie militaire | Stade Ahmed Zabana, Oran |  |
| Mardi 25 octobre 2016 17h00 | Moussi  | (1–0) | Smahi             |                          |  |

| Amical                     | MC Oran                   | 6–0 | CC Sig | Stade Ahmed Zabana, Oran |  |
| Lundi 9 janvier 2017 10h00 | Moussi · Hassani · Dembri | (–) |        |                          |  |
| Lundi 9 janvier 2017 10h00 | Rapport                   |     |        |                          |  |

| Amical                         | MC Oran                    | 3–2 | SA Mohammadia  | Stade Ahmed Zabana, Oran |  |
| Vendredi 13 janvier 2017 10h00 | Cherif · Ferrahi · Delhoum | (–) | Merah · Moussa |                          |  |
| Vendredi 13 janvier 2017 10h00 | Rapport                    |     |                |                          |  |

| Amical             | MC Oran                  | 3–2 | SCM Oran                  | Stade Ahmed Zabana, Oran |  |
| Mardi 21 mars 2017 | Moussi · Aouad · Nessakh | (–) | But inscrit · But inscrit |                          |  |

| Amical                   | WA Tlemcen | 0–1 | MC Oran             | Stade des Trois Frères Zerga, Tlemcen |  |
| Mardi 21 mars 2017 16h00 |            | (–) | ...e (pen.) Bentiba |                                       |  |

| Amical              | MC Oran         | 2–2 | RC Relizane       | Stade Ahmed Zabana, Oran |  |
| Lundi 10 avril 2017 | Hamidi · Cherif | (–) | Meddahi · Benayad |                          |  |

| Amical                 | RC Relizane               | 3–3 | MC Oran         | Stade Tahar Zoughari, Relizane |  |
| Dimanche 16 avril 2017 | Anane · Benayad · Mazouni | (–) | Moussi · Hamidi |                                |  |

## Compétitions

### Championnat d'Algérie
| Date       | J. | Adversaire     | Lieu | Score | Buteurs du MCO                        | Buteurs de l'Adv.           | Class. | Public    |
| ---------- | -- | -------------- | ---- | ----- | ------------------------------------- | --------------------------- | ------ | --------- |
| 20/08/2016 | 1  | CR Belouizdad  | Ext. | 1–1   | Nessakh 32e                           | Rebih 4e                    | 7e     |           |
| 27/08/2016 | 2  | O Médéa        | Dom. | 2–1   | Cherif 35e, Ferrahi 54e               | Rachedi 47e                 | 4e     |           |
| 10/09/2016 | 3  | RC Relizane    | Ext. | 0–1   | Nessakh 83e                           | -                           | 3e     |           |
| 16/09/2016 | 4  | USM Bel-Abbès  | Dom. | 1–0   | Cherif 66e                            | -                           | 2e     | 20 000    |
| 23/09/2016 | 5  | MC Alger       | Ext. | 1–0   | -                                     | Seguer 81e                  | 2e     | Huis clos |
| 30/09/2016 | 6  | USM El Harrach | Dom. | 1–0   | Souibaâh 6e                           | -                           | 2e     |           |
| 14/10/2016 | 7  | CA Batna       | Ext. | 2–2   | Cherif 28e, Bencheikh 89e             | Aribi 20e, Griche 32e       | 2e     |           |
| 21/10/2016 | 8  | NA Hussein Dey | Dom. | 1–0   | Bentiba 34e                           | -                           | 2e     | 25 000    |
| 29/10/2016 | 9  | JS Kabylie     | Ext. | 1–1   | Souibaâh 23e                          | Ferhani 90+1e               | 3e     | Huis clos |
| 03/11/2016 | 10 | ES Sétif       | Ext. | 0–0   | -                                     | -                           | 4e     | 22 000    |
| 11/11/2016 | 11 | USM Alger      | Dom. | 0–0   | -                                     | -                           | 3e     | 20 000    |
| 18/11/2016 | 12 | MO Béjaïa      | Ext. | 0–0   | -                                     | -                           | 3e     |           |
| 03/12/2016 | 13 | JS Saoura      | Dom. | 3–1   | Bentiba 55e, Souibaâh 74e, Cherif 79e | Bourdim 6e                  | 2e     | Huis clos |
| 10/12/2016 | 14 | DRB Tadjenanet | Ext. | 1–1   | Souibaâh 43e                          | Chibane 24e (pen.)          | 3e     | Huis clos |
| 23/12/2016 | 15 | CS Constantine | Dom. | 2–1   | Bentiba 30e (pen.), Souibaâh 35e      | Bezzaz 11e                  | 2e     | 15 000    |
| 21/01/2017 | 16 | CR Belouizdad  | Dom. | 0–2   | -                                     | Hamia 13e 78e               | 3e     | 20 000    |
| 27/01/2017 | 17 | O Médéa        | Ext. | 1–0   | -                                     | Sbia 78e                    | 3e     |           |
| 04/02/2017 | 18 | RC Relizane    | Dom. | 2–2   | Benayad 68e (csc), Cherif 77e         | Benayad 28e, Guebli 45+2e   | 4e     | 20 000    |
| 09/02/2017 | 19 | USM Bel-Abbès  | Ext. | 2–0   | -                                     | Zouari 45e, Balegh 58e      | 5e     | 40 000    |
| 16/02/2017 | 20 | MC Alger       | Dom. | 0–0   | -                                     | -                           | 6e     | 25 000    |
| 23/02/2017 | 21 | USM El Harrach | Ext. | 0–0   | -                                     | -                           | 6e     |           |
| 03/03/2017 | 22 | CA Batna       | Dom. | 0–0   | -                                     | -                           | 7e     | 10 000    |
| 11/03/2017 | 23 | NA Hussein Dey | Ext. | 1–0   | -                                     | Sofiane Bendebka 26e (pen.) | 8e     | 7 000     |
| 29/04/2017 | 24 | JS Kabylie     | Dom. | 0–0   | -                                     | -                           | 9e     | Huis clos |
| 06/05/2017 | 25 | ES Sétif       | Dom. | 1–0   | Cherif 73e                            | -                           | 8e     | Huis clos |
| 12/05/2017 | 26 | USM Alger      | Ext. | 2–1   | Hamidi 90+3e                          | Andria 48e, Meziane 88e     | 9e     |           |
| 20/05/2017 | 27 | MO Béjaïa      | Dom. | 2–1   | Cherif 11e, Bentiba 32e               | Athmani 59e                 | 5e     |           |
| 07/06/2017 | 28 | JS Saoura      | Ext. | 2–0   | -                                     | Hammia 56e, Saâd 89e        | 8e     |           |
| 10/06/2017 | 29 | DRB Tadjenanet | Dom. | 2–2   | Souibaâh 8e, Bentiba 29e              | Noubli 56e, Aïb 63e         | 7e     |           |
| 20/06/2017 | 30 | CS Constantine | Ext. | 1–0   | -                                     | Rebih 3e                    | 8e     |           |

### Classement
| Rang | Équipe         | Pts | J  | G  | N  | P  | Bp | Bc | Diff | Qualification ou relégation                     |
| ---- | -------------- | --- | -- | -- | -- | -- | -- | -- | ---- | ----------------------------------------------- |
| 5    | JS Saoura      | 45  | 30 | 12 | 9  | 9  | 34 | 30 | +4   |                                                 |
| 6    | CR Belouizdad  | 43  | 30 | 12 | 7  | 11 | 30 | 25 | +5   | Qualification pour la Coupe de la confédération |
| 7    | MC Oran        | 40  | 30 | 9  | 13 | 8  | 24 | 25 | −1   |                                                 |
| 8    | NA Hussein Dey | 40  | 30 | 11 | 7  | 12 | 38 | 37 | +1   |                                                 |
| 9    | CS Constantine | 39  | 30 | 10 | 9  | 11 | 34 | 33 | +1   |                                                 |

### Coupe d'Algérie
| Date       | Tour           | Adversaire  | Lieu              | Score | Buteurs du MCO         | Buteurs de l'adv.        | Public    |
| ---------- | -------------- | ----------- | ----------------- | ----- | ---------------------- | ------------------------ | --------- |
| 24/11/2016 | 1/32 de finale | MC El Eulma | Ahmed Zabana      | 2–0   | Bentiba 43e 81e (pen.) | -                        | Huis clos |
| 16/12/2016 | 1/16 de finale | ASO Chlef   | Mohamed Boumezrag | 2–1   | Delhoum 9e             | Boutiba 78e, Meddahi 87e | 15 000    |

## Statistiques

### Statistiques des passeurs
| Place   | Nom                    | Championnat de L1 | Coupe d'Algérie | TOTAL des PASSES |
| 1       | Chemseddine Nessakh    | 3 passes          | 0 passes        | 3 passes         |
| 1       | Mohamed Souibaâh       | 2 passes          | 1 passe         | 3 passes         |
| 3       | Mohamed Aouad          | 2 passes          | 0 passes        | 2 passes         |
| 3       | Hichem Cherif          | 2 passes          | 0 passes        | 2 passes         |
| 3       | Rachid Ferrahi         | 1 passe           | 1 passe         | 2 passes         |
| 6       | Mohamed Bennaï         | 1 passe           | 0 passes        | 1 passe          |
| 6       | Mohamed Bentiba        | 1 passe           | 0 passes        | 1 passe          |
| 6       | Omar Boudoumi          | 1 passe           | 0 passes        | 1 passe          |
| 6       | Zine El Abidine Sebbah | 1 passe           | 0 passes        | 1 passe          |
| Détails | 9 passeurs             | 14 passes         | 2 passes        | 16 PASSES        |

### Statistiques des buteurs
| Place   | Nom                 | Championnat de L1 | Coupe d'Algérie | TOTAL des BUTS |
| 1       | Hichem Cherif       | 6 buts            | 0 buts          | 6 buts         |
| 1       | Mohamed Souibaâh    | 6 buts            | 0 buts          | 6 buts         |
| 1       | Mohamed Bentiba     | 4 buts            | 2 buts          | 6 buts         |
| 4       | Chemseddine Nessakh | 2 buts            | 0 buts          | 2 buts         |
| 5       | Abdallah Bencheikh  | 1 but             | 0 buts          | 1 but          |
| 5       | Rachid Ferrahi      | 1 but             | 0 buts          | 1 but          |
| 5       | Walid Hamidi        | 1 but             | 0 buts          | 1 but          |
| 5       | Mourad Delhoum      | 0 but             | 1 but           | 1 but          |
| #       | Contre Son Camp     | 0 but             | 0 but           | 0 buts         |
| Détails | 8 buteurs           | 19 buts           | 3 buts          | 22 BUTS        |